# Station d'épuration de Paljassaare
La station d'épuration des eaux usées de Paljassaare (en estonien : Paljassaare reoveepuhastusjaam) est une station de traitement des eaux située dans le quartier de Paljassaare à Tallinn en Estonie,.

## Présentation
La station d'épuration de Paljassaare est l'une des deux stations d'épuration de la société Tallinna Vesi (l'autre est la station d'épuration d'Ülemiste).
Elle dessert plus de 400 000 personnes et l'eau de pluie lui parvient également via le réseau d'égouts.
Lors du traitement des eaux usées, des boues d'épuration sont produites comme sous-produit, utilisés par les aménagements paysagers.